# ヨゼフィーネ・フォン・バーデン
ヨゼフィーネ・フリーデリケ・ルイーゼ・フォン・バーデン（ドイツ語: Josephine Friederike Luise von Baden, 1813年10月21日 - 1900年6月19日）は、ホーエンツォレルン＝ジグマリンゲン侯カール・アントンの妃。

## 生涯
バーデン大公カールとその妃であるステファニー・ド・ボアルネの娘として、マンハイムで生まれた。
1834年10月21日にカールスルーエでカール・アントンと結婚した。夫との間に6子を生んだ。
- レオポルト（1835–1905）
- シュテファニー（1837–1859） - ポルトガル王ペドロ5世妃。
- カール・アイテル（1839–1914） - ルーマニア王カロル1世。
- アントン（1841–1866） - 戦死。
- フリードリヒ（1843–1904）
- マリア（1845–1912） - ベルギー王子フィリップ（フランドル伯）妃。ベルギー王アルベール1世の母。

1900年、ヨゼフィーネはジグマリンゲン（現バーデン＝ヴュルテンベルク州）で死去した。